# 莱茵之膝大桥

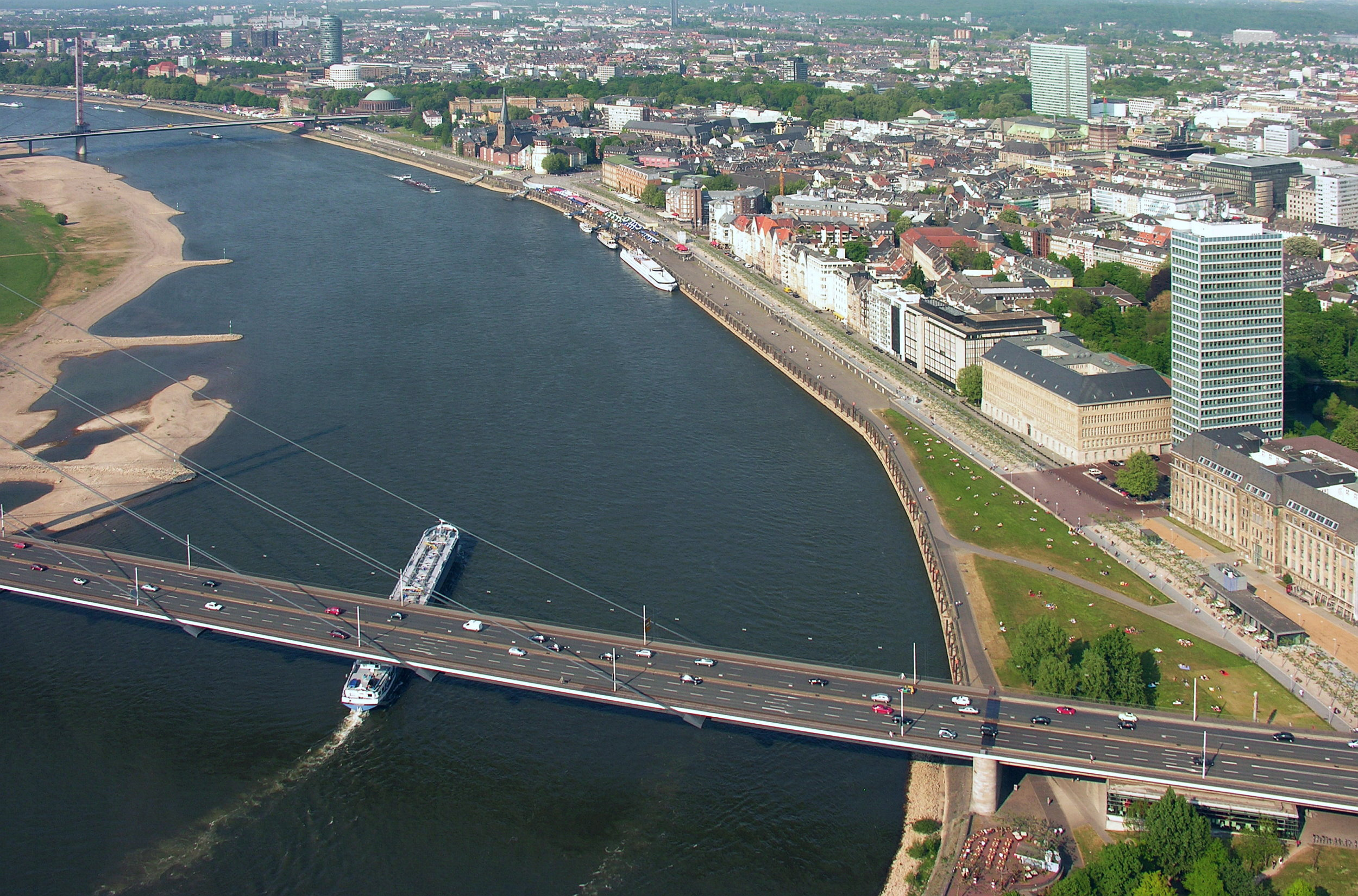
从莱茵塔俯瞰市政厅和老城前的莱茵之膝大桥

莱茵之膝大桥（德語：Rheinkniebrücke）是一座位于德国杜塞尔多夫的斜拉桥，跨越莱茵河，桥面为一条双向六车道的机动车道和两条人行道及自行车道，于1969年10月16日正式交付联邦交通部。

## 位置
作为杜塞尔多夫市区的七座莱茵河大桥之一，该桥在莱茵河743公里处跨过河流。右岸北面是卡尔施塔特，南面是下比尔克区和北莱茵-威斯特法伦州政府区，左岸是上卡塞尔区。在大桥以北的莱茵河畔，每年都会举办莱茵河最大的节会。
从上卡塞尔和赫尔德特之间的莱茵河左岸望去，莱茵之膝大桥与邻近的州议会大楼、莱茵塔和城市之门一起，构成了杜塞尔多夫的城市景观，尤其是内城南部的天际线。
它与下游一公里的上卡塞勒大桥和下游三公里的特奥多尔·豪斯大桥一起组成了杜塞尔多夫桥梁家族，多年来对世界斜拉桥的发展产生了重大影响。其上游最近的一座桥梁是哈默尔铁路桥，在西南方向直线距离约2.7公里处，溯流距离约5公里，这座铁路桥自1870年起使用至今，同时也是杜塞尔多夫莱茵河上最古老的永久性桥梁。

## 设计
大桥包括引道和交叉路口，总长1,519米，其中桥长561米，宽28.9米，为单塔斜拉桥，由两个独立塔柱组成，高114米，矗立在莱茵河左岸的河床中。四根斜拉索呈竖琴状排列，连接每个塔柱和其下的连续桥面。钢桥面采用正交异性板，由于带有悬臂式的人行道和自行车道，3.40米高的主梁要尽可能纤细。桥梁主跨从桥塔延伸跨过莱茵河，主跨为319米，而河床上方的副跨明显更短，由斜拉索锚具下的窄桥墩支撑。因此，拉索的布置在纵向上是非对称的，副跨拉索比主跨上方的拉索要更加陡峭。
桥面布置双向行车道，每个方向三个车道，每侧设一条人行道和自行车道。街道照明悬挂于两侧垂直电杆之间的悬索上。主路在莱茵河左岸通向莱茵纳利隧道，该隧道与B7联邦公路相连，随后再连接A52联邦高速公路。作为大桥的一部分，上卡塞尔一侧分出两座曲线匝道桥，这使得威廉皇帝环路（Kaiser-Wilhelm-Ringes）延伸段可以进入主桥，再从主桥下坡，继续直行进入杜塞尔多夫大街（Düsseldorfer Straße）。在莱茵河的右岸，大桥止于水道平面，并与腓特烈城和南北走向的伊丽莎白大街（Elisabethstraße）、腓特烈大街（Friedrichstraße）及科尼利厄斯大街（Corneliusstraße）相连。大桥右岸有两座侧向分支的匝道桥，直接通向莱茵河岸隧道及市中心。

## 历史
从1912年开始，建设一座东西走向跨越莱茵河大桥的设想就一直存在。当时，在一项杜塞尔多夫市整体建设计划竞赛中，建筑师布鲁诺·施密茨和土木工程师奥托·布鲁姆在他们的获奖设计中规划了九座莱茵河大桥，其中包括一座位于莱茵河拐弯处的新桥，以满足杜塞尔多夫未来的东西向交通需求。在1951年10月提交的一份题为“杜塞尔多夫市桥梁”的研究报告中，杜塞尔多夫城市规划办公室负责人、建筑师弗里德里希·塔姆斯制定了详细的桥梁规划，包括暂定名称中所提到的“Kniebrücke”（膝桥）。
汽车交通的强劲增长证明了修建这座大桥的必要性。首先，由弗里茨·莱昂哈特规划并根据塔姆斯的设想改造后的特奥多尔·豪斯大桥于1957年投入运营。随后，塔姆斯还授权了上卡塞勒大桥和莱茵之膝大桥的规划，其中莱茵之膝大桥由弗里茨·莱昂哈特负责，作为建筑师担任部门经理接管了大桥的正式设计。
1961-1962年间，第二份“杜塞尔多夫市桥梁”研究报告出炉，其中提出了“膝桥”的进一步发展规划和交通流量计算。出于经济原因，对于所需跨度而言，只能考虑修建一座斜拉桥，同时塔姆斯不希望右岸桥塔干扰城市景观，于是决定建造一座只在左岸有两个塔柱的单塔桥（斜拉梁桥）。
三座桥梁之间的密切关系，不仅是短暂规划期内所有参与方合作的结果，而且也得到了塔姆斯的推动。莱昂哈特曾计划采用钢筋混凝土建造塔柱，但基于杜塞尔多夫钢结构企业海因-莱曼公司（Hein, Lehmann & Co. AG）的特别提案，塔姆斯又将其改为钢塔。
建造这座大桥的具体决定于1962年做出。由于桥址靠近霍里翁别墅的北莱茵-威斯特法伦州总理府，因此必须与州政府及时任总理弗朗茨·迈耶斯协调进行整体规划，并根据当时的新联邦建筑法执行重新分配。在上卡塞尔一侧，莱茵纳利隧道的修建解决了噪音和废气对当地居民的困扰问题。大桥于1965年开始施工，1969年10月16日，莱茵之膝大桥作为当时世界上主跨最长的斜拉桥建成通车。
1997年，阿波罗·瓦列特剧院在莱茵河右岸的莱茵之膝大桥下方开业。此外，该桥下许多的清水混凝土桥墩都由人称“苏黎世喷雾器”的涂鸦和街头艺术家哈拉尔德·纳埃格利用黑线简笔画进行了装饰。
2019年，莱茵之膝大桥登上了新闻媒体，因为市政部门在桥下铺设了石块，以防止桥下被无家可归者当做栖身之所。

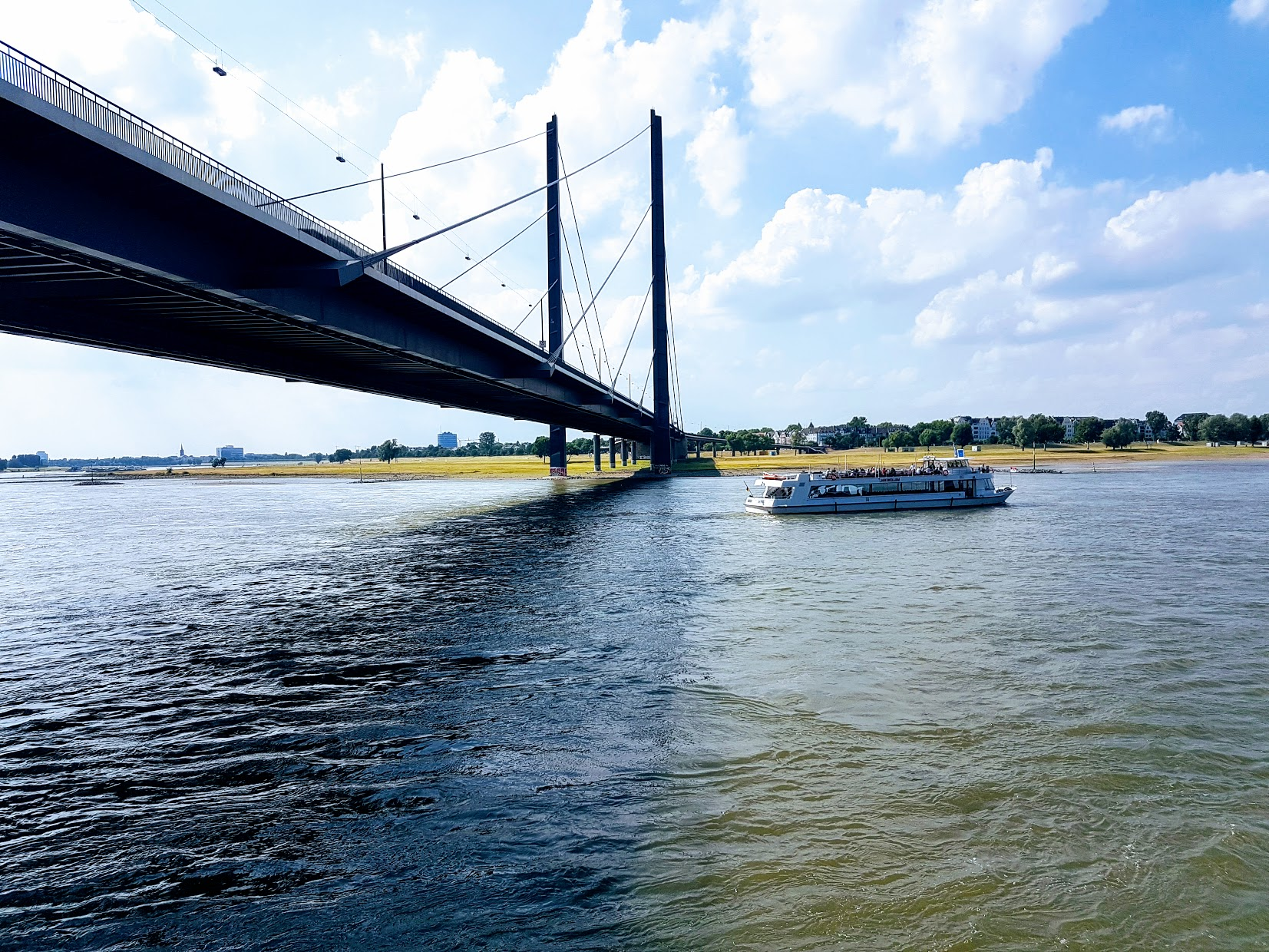
上卡塞尔一侧看莱茵之膝大桥
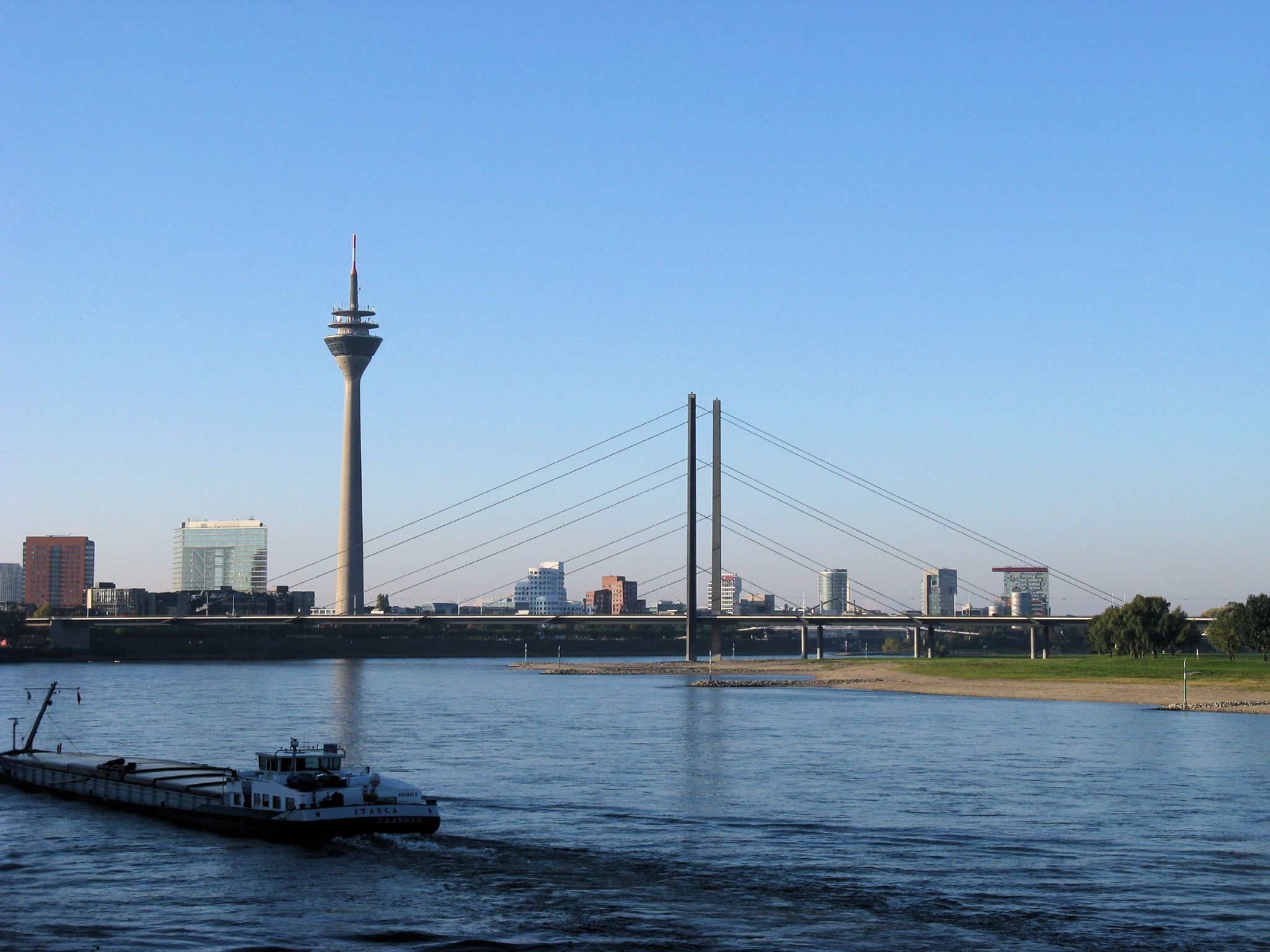
杜塞尔多夫天际线中的莱茵之膝大桥
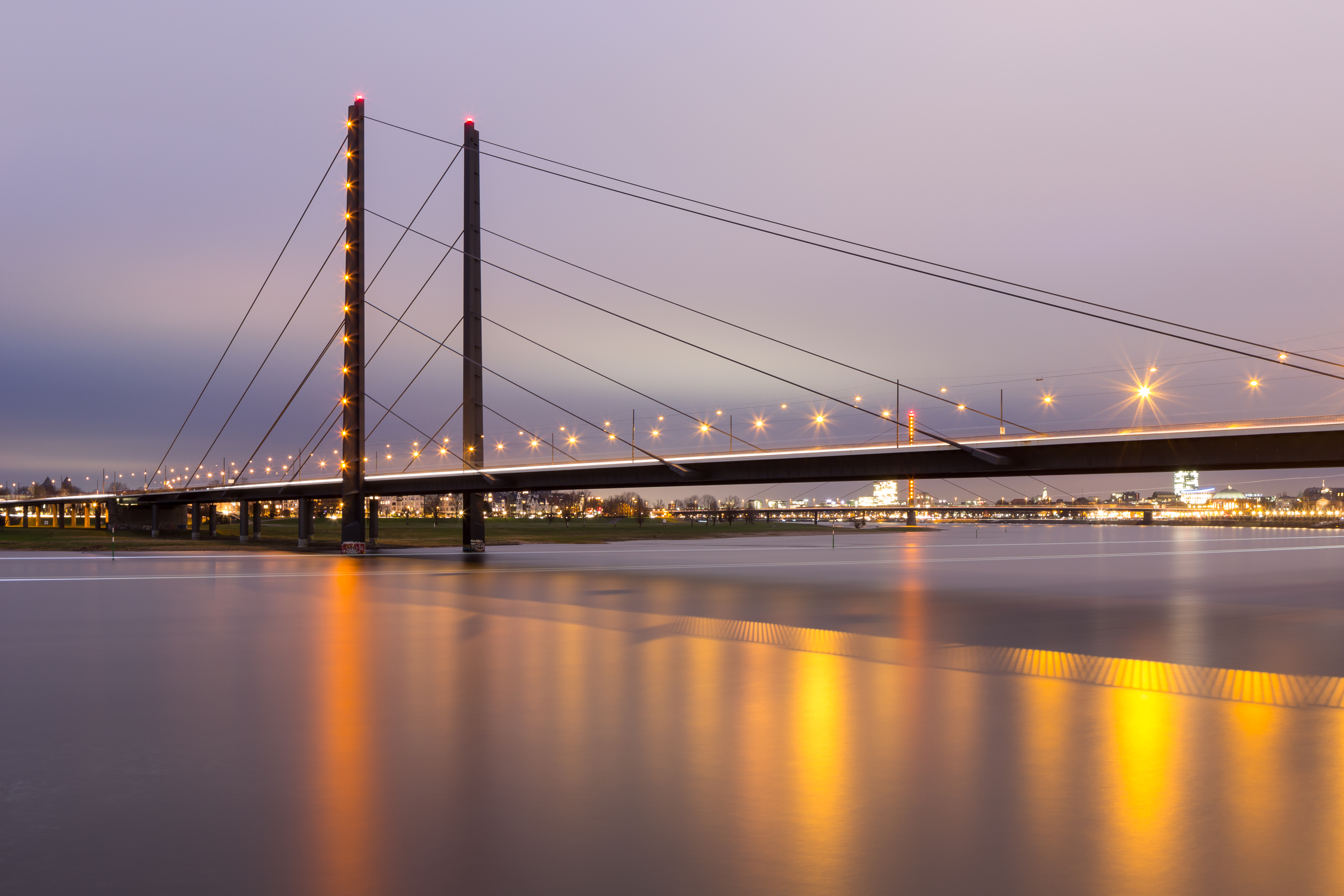
莱茵之膝大桥夜景
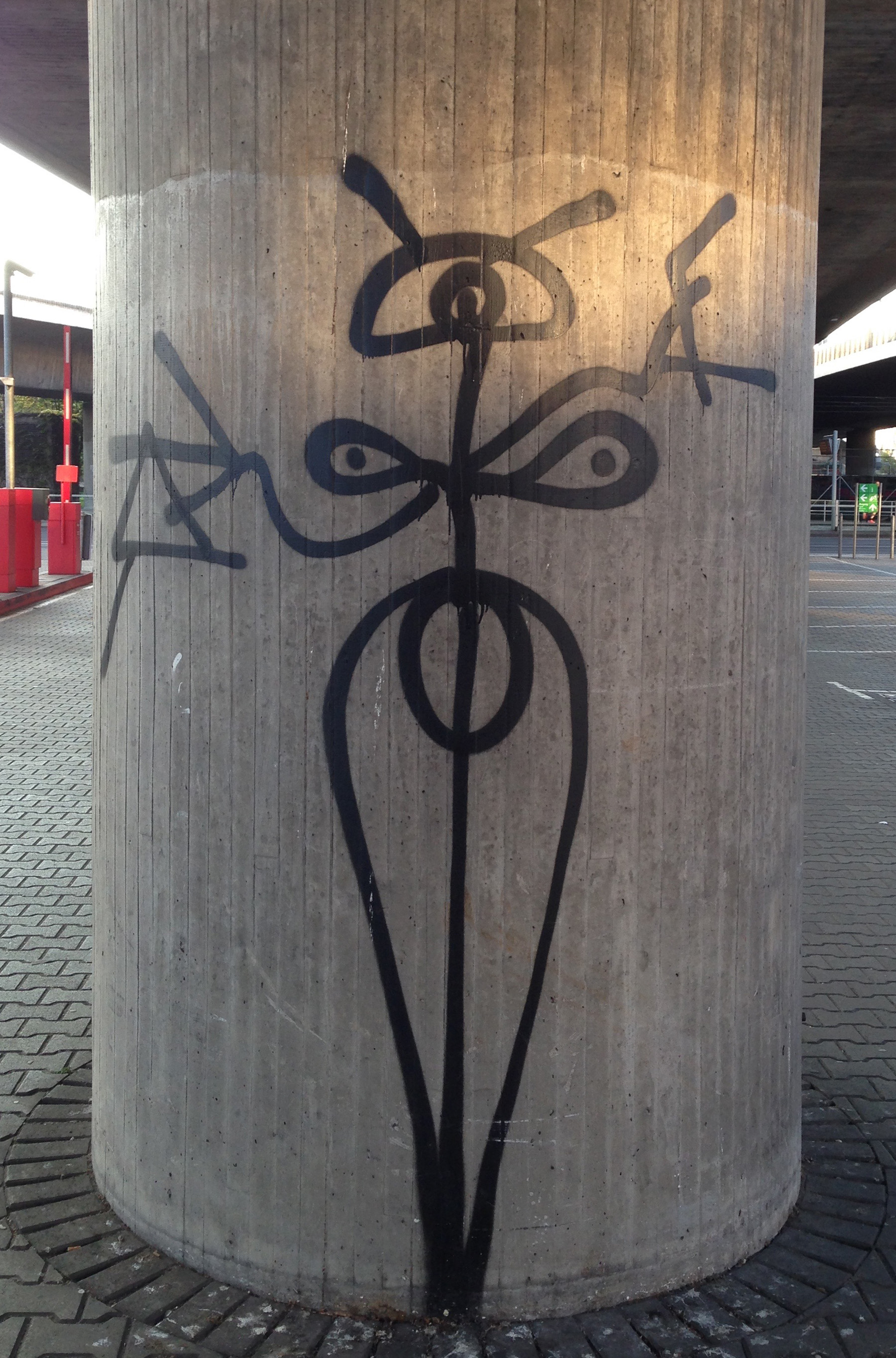
桥墩上的涂鸦